# Austeria
Pour plus de détails, voir Fiche technique et Distribution.
Austeria est un film polonais de Jerzy Kawalerowicz, adapté du roman éponyme de Julian Stryjkowski et sorti en Pologne en mars 1983. Drame psychologique au sein d'une communauté juive hassidique, le film reçoit le premier prix au Festival du film polonais à Gdansk en 1984.

## Synopsis
À l'automne 1914, dans une bourgade de Galicie qui vient d'être évacuée par les Autrichiens, la population, en majorité juive, attend l'arrivée des Cosaques. À l'entrée de la ville l'auberge du vieux Tag (austeria signifie auberge) reste ouverte et accueille les juifs qui font halte, transformant cet endroit en une arche de Noé précaire. Des hassidim, venant en charrettes sont accueillis par Tag, esprit frondeur, et sa famille. En carrosse, arrive une Juive fréquentant les milieux aisés de Vienne. Elle fuit et essaie de persuader l’aubergiste de venir avec elle. Il refuse et reste avec sa belle-fille et sa petite-fille qui craignent un pogrom. La servante ukrainienne Jewdocha informe que les cosaques approchent (nous sommes à proximité de la frontière russe). Une bataille se déroule non loin de l'auberge. D'autres fuyards qui étaient passés auparavant reviennent finalement s'abriter à l'auberge le soir. Parmi eux, le jeune Bum qui porte dans ses bras le corps de sa bien-aimée Asia. Les parents d'Asia et de Bum sont là aussi. Un tsadik (« juste » en hébreu) de Zydaczewo s'arrête lui aussi à l'auberge. Les hassidim se mettent à danser.
Un prêtre, ami d'enfance de Tag arrive en lui proposant de l'aide pour s'enfuir, mais Tag décide de rester car il se sent responsable de ses hôtes.
La lueur de la ville qui brûle fait sortir de l’auberge les fuyards. Quelques-uns décident d'y retourner pour tenter d'aller sauver leurs biens. Bum, avec la complicité du prêtre, tente aussi de regagner la ville pour y enterrer sa bien-aimée. Il se fait capturer par les Cosaques. Les hassidim restent à l'auberge. Tag et le prêtre partent pour la ville afin de tenter de sauver la vie de Bum, bien qu'ils sachent que, plus vraisemblablement, ils perdront la leur.
À l'aube les hassidim se lèvent et commencent leurs prières matinales. En chantant et en dansant ils vont au bord de la rivière pour prendre le bain rituel. Une salve de mitraillette les abat, l'eau devient rouge.
Dans le livre de Julian Stryjkowski qui a inspiré le film, L'auberge du vieux Tag, la fin est sensiblement différente, Tag et son ami le prêtre se rendent à la ville rencontrer le commandant de l'armée russe, il n'y a pas de massacre au bord du ruisseau.

## Fiche technique
- Titre original : Austeria
- Réalisation : Jerzy Kawalerowicz, réalisateurs en second : Andrzej Reiter, Tadeusz Proć
- Scénario : Jerzy Kawalerowicz, Tadeusz Konwicki, Julian Stryjkowski (auteur du livre)
- Photographie : Zygmunt Samosiuk
- Décor : Jerzy Skrzepinski
- Musique : Leopold Kozłowski
- Montage : Wiesława Otocka
- Pays d'origine :  Pologne
- Format : couleurs
- Durée : 102 min

## Distribution principale
- Franciszek Pieczka : Tag
- Wojciech Pszoniak : Rudy Josele
- Jan Szurmiej : kantor
- Ewa Domanska : Asia
- Liliana Glabczynska : Jewdocha
- Wojciech Standełło : le tsadyk
- Marek Wilk : Bum Kramer